# Al-Moubarred
 (février 2018).
Abu Al-'Abbâs Muhammad Ibnu Yazid Ibnu Abd Al-Akbar (أبو العباس محمد بن يزيد بن عبد الأكبر), connu sous 'Al-Mubarrad' (المبرِّد) (né le 25 mars 826 à Bassora et mort en octobre 898 à Bagdad), est un grammairien arabe. Après avoir étudié la grammaire à Bassora, il fut appelé à la cour du calife abbasside Djafar al-Mutawakkil al-Mutawakkil à Samarra en 860. Lorsque le calife fut tué en 861, il se rendit à Bagdad, où il passe presque toute sa vie à enseigner.
Al-Mubarrad devint le leader des grammairiens bassorois, contre l'école de Koufa. Son jugement, cependant, était resté indépendant, comme le montrent ses critiques sur certains points dans la grammaire de Sibawayh, le plus grand écrivain de sa propre école. Il est mort à Bagdad en 898.
Son œuvre principal concerne la grammaire et connue sous le nom d'Al-Kamil (« le parfait »), qui a été éditée par W. Wright (Leipzig, 1864 suiv.), et publiée à Constantinople (1869) et au Caire (1891). Elle a également été éditée plus récemment par Mouhammad Dali (Beyrouth, 1986). Deux ou trois autres ouvrages existent en manuscrit, cf. C. Brockelmann, Geschichte der Litteratur Arabischen, i.109 (Weimar, 1898).
Les écrits d'Al-Moubarrad sont considérés comme la première source racontant l'histoire que Shahrbanou ou Shahr Banou - fille aînée de Yazdgard III, dernier empereur de la dynastie sassanide de Perse - avait épousé Al-Hussein ibn Ali, petit-fils du prophète Mahomet et troisième imam chiite, et qu'elle a donné naissance à Ali Zayn al-Abidin (quatrième Imam chiite). Cela rend par la suite l'ensemble des imams chiites descendants de la dynastie sassanide, ainsi que du prophète de l'islam.